# イサシオ・カジェハ
イサシオ・カジェハ・ガルシア（Isacio Calleja García、1936年12月6日 - 2019年2月4日）は、スペイン・カスティーリャ・イ・レオン州ビジャムリエル・デ・セラート出身の元サッカー選手。ポジションはDFだった。
1958年にアトレティコ・マドリードでプロデビューし、1972年に同クラブで現役を引退した。スペイン代表が1964 欧州ネイションズカップを制した際のメンバーでもある。

## クラブ経歴
パレンシア県のビジャムリエル・デ・セラートに生まれた。1958年にアトレティコ・マドリードのトップチーム選手に登録されたが、その1958年は経験を積むために当時3部に在籍していたCDグアダラハラへとレンタルされた。1959年1月にアトレティコ・マドリードへ復帰すると、直後のレアル・オビエド戦でラ・リーガデビューを果たした。
アトレティコ・マドリードにレンタルバックしてからはクラブの中心選手として活躍し、1960～70年代のクラブの黄金期をけん引した。また、1969-70シーズンには、リーグ優勝が掛かったCEサバデルとの一戦で決勝点を挙げ、自身2度目となるリーグ優勝に貢献した。1971-72シーズン、4回目のコパ・デル・レイ優勝を果たしてシーズン終了後に現役を引退。14年にも及ぶアトレティコ・マドリードでの選手生活で公式戦425試合に出場した (UEFA主催大会には76試合出場)。

## 代表経歴
1961年4月19日、ウェールズ代表とのワールドカップ予選でスペインA代表デビューを飾った。
1964年に開催された欧州ネイションズカップでは決勝を除く4試合に先発フル出場。スペイン代表の大会制覇に一役買った。

## 引退後
現役を引退後は大学にて法学を学び、マドリードの裁判所で裁判官として働いた。2019年2月4日、マドリードにて死去。

## タイトル

### クラブ
アトレティコ・マドリード
- ラ・リーガ : 2回 (1965-66, 1969-70)
- コパ・デル・レイ : 4回 (1959-60, 1960-61, 1964-65, 1971-72)
- UEFAカップウィナーズカップ : 1回 (1961-62)

### 代表
- 欧州ネイションズカップ : 1回 (1964)